# 富加町役場
富加町役場（とみかちょうやくば）は、地方公共団体である岐阜県加茂郡富加町の組織が入る施設（役場）。

## 歴史
現在の庁舎は1978年（昭和53年）7月31日に竣工。

## 業務時間
- 月曜日から金曜日の8時30分から17時15分（祝日と年末年始を除く）

## 業務内容
- 総務課
- 住民課
- 福祉保健課
- 産業環境課
- 建設課
- 教育課

## 交通アクセス
- 長良川鉄道富加駅から徒歩約20分。